# Aeropuerto de Joyalí

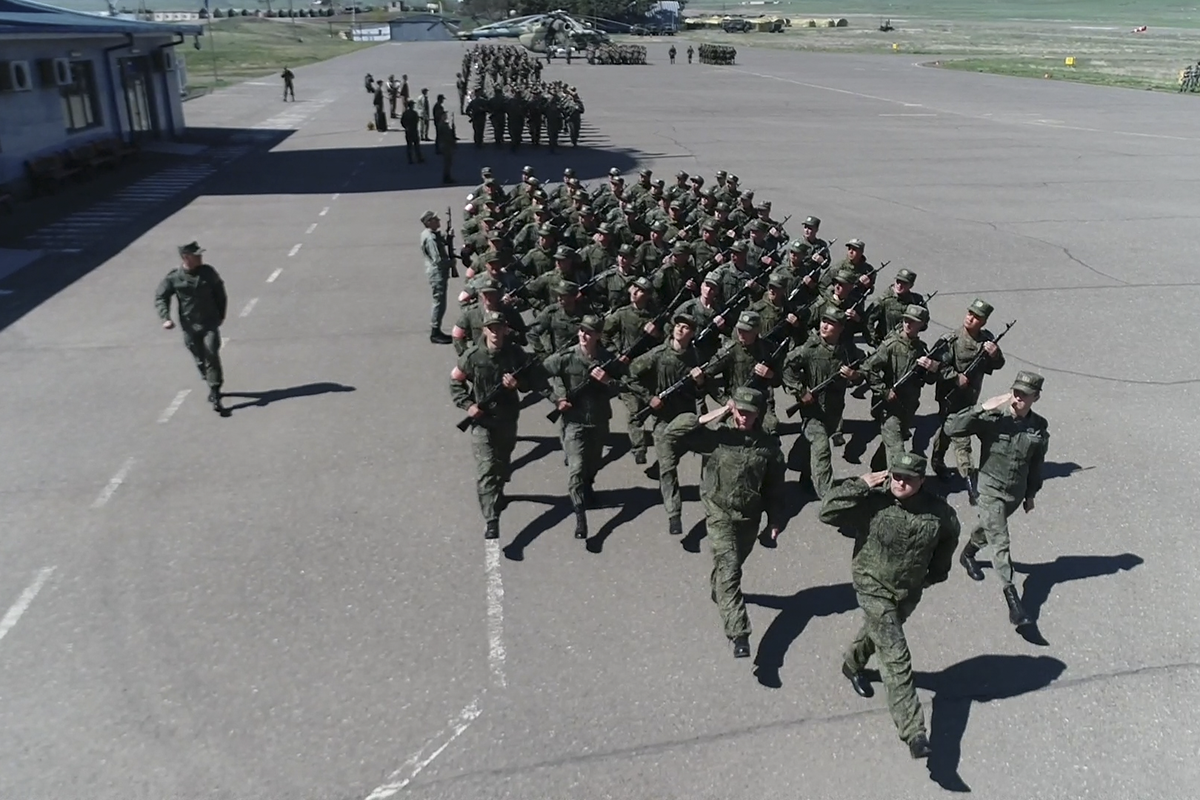
Tropas rusas marchando en el aeropuerto.

El Aeropuerto de Jankendi(en azerí: Xankəndi hava limanı) (ICAO: UB13) es un aeropuerto en Joyalí, cerca de Jankendi, en Azerbaiyán.
Durante la administración de la república de Artsaj el aeropuerto recibió el nombre de Aeropuerto de Stepanakert (en armenio: Ստեփանակերտի Օդանավակայան).

## Historia
A finales de 1980, el aeropuerto atendió vuelos regulares de pasajeros desde Ereván hasta Jankendi. Con la escalada del conflicto de Karabaj, las autoridades de la RSS de Azerbaiyán cortaron comunicaciones con la RSS de Armenia; el aeropuerto de comunicación con el mundo exterior desde la región del Óblast Autónomo de Nagorno-Karabaj (o NKAO). El aeropuerto estuvo bajo el control de la república de Nagorno Karabaj desde el acuerdo de alto el fuego de la primera Guerra de Nagorno-Karabaj en 1994 hasta la capitulación de la república en 2023.
Durante la administración armenia, no existieron códigos para el aeropuerto en la lista oficial de la IATA debido al carácter de escaso reconocimiento de Artsaj.

### Renovación
En 2009, las autoridades de Nagorno Karabaj comenzaron la reconstrucción de las instalaciones. Aunque originalmente estaba programado que salieran los primeros vuelos comerciales el 9 de mayo de 2011, funcionarios de Nagorno Karabaj pospusieron la fecha de reapertura durante 2011. En mayo de 2012, el director de la Administración de Aviación Civil de la República de Nagorno Karabaj, Tigran Gabrielyan, anunció que el aeropuerto iniciaría operaciones a mediados de 2012. Sin embargo, el aeropuerto sigue estando cerrado debido a razones políticas.

## Instalaciones
El aeropuerto está ubicado a una elevación de 2001 pies (610 m) sobre el nivel medio del mar. Tiene una pista de aterrizaje designada como 23/05 con una superficie de asfalto que mide 2178 x 37 metros (2382 x 40 yd).

## Aerolíneas y destinos
Se esperaba que el aeropuerto tuviera servicios de vuelos regulares solo al Ereván, Armenia, con la compañía estatal Artsakh Air. Creada el 26 de enero de 2011, tenía la intención de comprar tres aviones Bombardier CRJ200 en 2011. Los funcionarios solo han declarado que un boleto aéreo de ida a la capital armenia costará 16 000 drams (45 USD). Hasta diciembre de 2021, los vuelos no habían comenzado.

## Reacciones
Poco después de la declaración del Departamento de Aviación Civil de la República de Nagorno-Karabaj anunciando la fecha de apertura del 9 de mayo de 2011, Arif Mammadov, director de la Administración de Aviación Civil de Azerbaiyán, advirtió que, de acuerdo con las leyes de aviación, los vuelos de Ereván a Stepanakert no estuvieron autorizados y pudieron ser derribados.
La respuesta de Artsaj provino de David Babayan, jefe del departamento central de información de la oficina del presidente de Artsaj, quien dijo que el Ejército de Defensa de Nagorno-Karabaj "dará una respuesta adecuada" si Azerbaiyán intenta derribar un avión. El presidente de Armenia, Serzh Sargsyan, condenó la amenaza de derribar aviones civiles, calificándola de "tontería". Sargsyan también dijo que sería el primer pasajero del vuelo inaugural Ereván-Stepanakert.
La administración presidencial de Azerbaiyán condenó la declaración de Sargsyan como una provocación por parte de Armenia. Unos días después, Elkhan Polukhov, portavoz del Ministerio de Relaciones Exteriores de Azerbaiyán, declaró que "Azerbaiyán no usó ni usará la fuerza contra instalaciones civiles".
El subsecretario de los Estados Unidos, Philip Gordon, así como los entonces embajadores en Azerbaiyán y Armenia, Matthew Bryza y Marie L. Yovanovitch, respectivamente, calificaron la amenaza de Azerbaiyán de "inaceptable"; y aconsejó que los temas relacionados con la seguridad del aeropuerto deben ser resueltos antes de su apertura.
El Grupo de Minsk de la OSCE, que media en el conflicto, reafirmó que la operación de este aeropuerto no podía utilizarse para respaldar ningún reclamo de un cambio en el estatus de Nagorno-Karabaj, e instó a las partes a actuar de conformidad con el derecho internacional y en consonancia con práctica actual para los vuelos sobre su territorio.
El embajador de Estados Unidos en Azerbaiyán, Richard Morningstar, declaró en noviembre de 2012 que estaba "convencido de que el funcionamiento del aeropuerto no ayudaría al proceso de paz". 
El ministro de Relaciones exteriores de Turquía, Ahmet Davutoğlu, quien afirmó "que tales acciones de provocación no servirán para promover la solución pacífica del conflicto de Karabaj", e instó a Armenia a "detener tales medidas de provocación". El secretario general de GUAM , Valeri Chechelashvili, respondió afirmando que el aeropuerto se encontraba dentro de la integridad territorial y la soberanía de Azerbaiyán y no podía operar sin el permiso de Azerbaiyán.
El 14 de abril de 2011, 23 de los 324 miembros de la Asamblea Parlamentaria del Consejo de Europa (PACE) aprobaron una declaración condenando "la construcción por parte de Armenia de un aeropuerto en los territorios ocupados de Azerbaiyán".
El gobierno turco condenó los esfuerzos de Armenia para abrir el aeropuerto y reiteró que cerrará su espacio aéreo a Armenia, si la apertura sigue adelante.

### Después de lasegunda guerra del Alto Karabaj
En virtud de un acuerdo negociado por Moscú que detuvo combates entre fuerzas de Azerbaiyán y Armenia casi 2000 militares de mantenimiento de la paz de Rusia fueron desplegadas en la región separatista de Nagorno Karabaj en noviembre de 2020 con el sede en el aeropuerto de Joyalí.
Las tropas rusas tenían previsto permanecer en la zona hasta 2025. El 12 de junio de 2024 concluyó el proceso de retirada del contingente de mantenimiento de la paz de la Federación de Rusia, que se encontraba estacionado temporalmente en el territorio de Azerbaiyán. En el aeropuerto de Joyalí fue izada la bandera nacional tricolor de Azerbaiyán.